# 酒石酸二异丙酯
酒石酸二异丙酯（缩写DIPT）是一种酒石酸二酯，结构简式((CH3)2CHOCOCHOH)2，由于有两个手性碳原子，且存在内消旋体，共有三个同分异构体，常用于不对称合成。酒石酸二异丙酯在夏普莱斯不对称环氧化反应中，与鈦酸異丙酯反应形成钛的手性配体。